# Slovaški evrokovanci
Slovaški evrokovanci, tudi slovaški evrski kovanci, so kovanci evropske denarne valuto evro, ki je na Slovaškem od 1. januarja 2009 uradno plačilno sredstvo, potem ko je zamenjal slovaško krono.
Uradni natečaj za slovaške evro kovance je potekal v dveh delih. Oblikovalci so svoje predloge do 31. januarja 2005 poslali Slovaški narodni banki, ta pa je novembra 2005 izvedla glasovanje za 10 najboljših predlogov.

## Podoba slovaških evrokovancev
| Slovaški evrokovanci – zadnja stran                          | Slovaški evrokovanci – zadnja stran | Slovaški evrokovanci – zadnja stran                                                                    |
| 0,01 €                                                       | 0,02 €                              | 0,05 €                                                                                                 |
| ------------------------------------------------------------ | ----------------------------------- | --- |
|                                                              |                                     | |
| Kriváň (2.495 m), gora v Tatrah (oblikovalec Drahomír Zobek) |                                     | |
| 0,1 €                                                        | 0,2 €                               | 0,5 €                                                                                                  |
|                                                              |                                     | |
| Bratislavski grad (oblikovalca Ján Černaj in Pavol Károly)   |                                     | |
| 1 €                                                          | 2 €                                 | Rob kovanca za 2 €                                                                                     |
|                                                              |                                     | SLOVENSKÁ REPUBLIKA (Republika Slovaška v slovaščini), čemur sledita zvezdici z lipovim listom v sredi |
| Grb Slovaške (oblikovalec Ivan Řehák)                        |                                     | |
|                                                              |                                     | |